# Mauritia mauritiana
Espèce
Synonymes
- Cypraea mauritiana Linnaeus, 1758

Répartition géographique
Mauritia mauritiana est une espèce de mollusques gastéropodes de la famille des Cypraeidae (« Porcelaines »).

## Répartition
Indo-Pacifique.

## Philatélie
Ce coquillage figure sur une émission du Territoire français des Afars et des Issas de 1977 (valeur faciale : 85 F) sous le nom « Cypraea mauritiana ».